# متنزه سوس ماسة الوطني
المنتزه الوطني سوس ماسة منتزه وطني مغربي على الساحل الأطلسي بين مدينتي أكادير وتزنيت بجهة سوس ماسة المغرب. تبلغ مساحته 33800 هكتار، منها 12350 هكتارا كمناطق محمية بالملك الغابوي و 21450 هكتارا كمناطق للاستغلال التقليدي بأراضي الجموع والخواص. تم حمايته رسميا كمنتزه وطني سنة 1991م.
يقع المنتزه بمنطقة ذات مناخ جاف، تتميز بتنوع ودينامية في الأوساط الطبيعية، الشيء الذي جعل أصناف عديدة من الحيوانات والنباتات تجد بها الظروف الملائمة لعيشها ونموها.

فلقد تم جرد حوالي 300 صنف من النباتات تمثل فصائل مختلفة، ومنها 13 صنف مستوطن بالجهة الجنوبية الغربية. وأكثر من 30 صنف من الثديات تعيش بمنطقة المنتزه. ويكون مصبي وادي سوس وماسة مناطق رطبة ذات أهمية كبيرة بالنسبة للطيور المائية المهاجرة والقارة منها. كما تعيش بالمنطقة آخر مجموعة لطائر أبو منجل الأقرع الشمالي في العالم (250 طائر منها 50 زوج معشش).

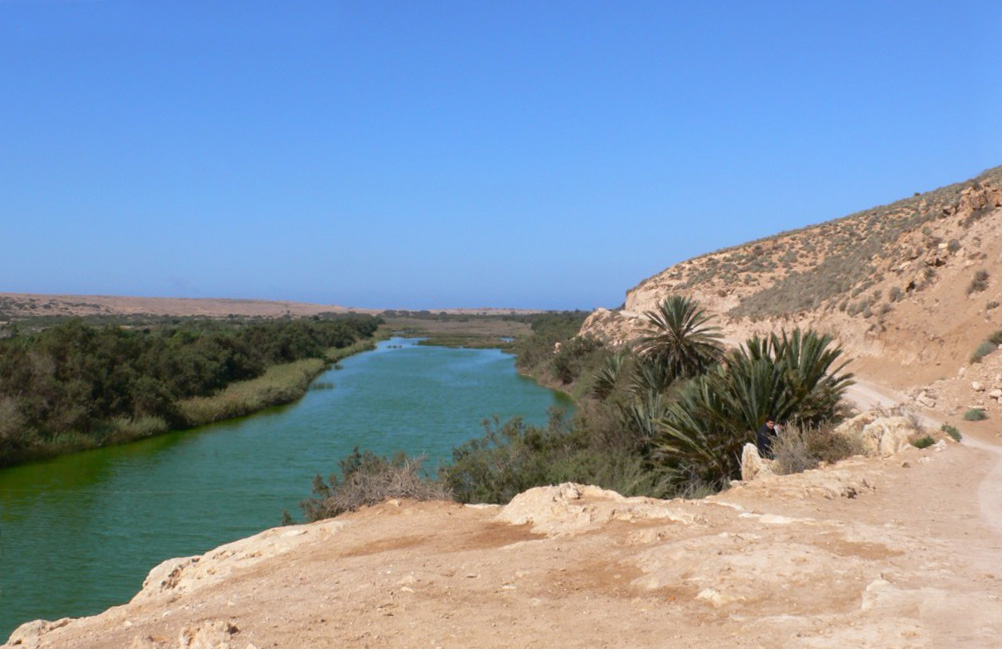
وادي ماسة في قلب المنتزه

## طالع كذلك
- محمية تخرخورت الطبيعية بنواحي مراكش.